# 신나라
신나라(新, 8년 ~ 23년)는 한나라의 외척인 왕망이 평제와 어린 황태자 유자 영의 제위를 찬탈하여 9년에서 23년까지 지속된 짧은 중국 제국 왕조이다. 신나라의 이름은 《역경》의 십익에 나오는 "날마다 새로워지는 것을 성덕(盛德)이라 하고, 계속 이어지는 것을 변천(變遷)이라 한다(日新之谓盛德，生生之谓易)"라는 뜻에서 따왔다. 신나라는 반란군에 의해 전복되기 전까지 10여 년간 통치했다. 왕망이 죽은 후, 전한 경제의 먼 후손인 광무제가 한나라를 복원했다. 따라서 신나라는 종종 전한과 후한 사이의 공위시대로 간주된다.

## 어원
중국 왕조는 일반적으로 창건자의 봉읍 이름을 따서 명명되었으며, 이러한 해석은 왕망의 제위 전 신(新)나라 후작이라는 직위와 일치한다. 1950년 C. B. 사전트는 왕조의 이름을 "새로운"이라는 의미로 읽어야 한다고 제안했지만, J. J. L. 듀이벤닥은 이를 즉시 거부했다. 차운시 S. 구드리치는 신(新)에 의미론적 해석을 부여하는 것이 가능하다고 주장했지만, 단순히 새로운 것이 아니라 "갱신된" 또는 "갱신"으로 읽어야 한다고 주장했다.

## 역사
전한 무제가 사망한 후, 통치하던 유씨 일족은 파벌 다툼으로 점점 더 시달렸다. 그 결과 황실의 권력은 쇠퇴했다. 대조적으로, 왕씨 가문은 전한 성제의 통치 기간 동안 강력해졌고, 그 선두 주자인 왕망은 자신의 영향력을 이용하여 여러 어린 꼭두각시 황제들의 섭정 역할을 했다. 한나라 황제들에게 영향력을 행사하여 제국을 통치하는 데 만족했던 다른 왕씨 가문 구성원들과 달리, 왕망은 더 큰 야망을 가지고 있었다. 그는 건축과 학문을 장려하는 프로그램을 시작하여 자신에게 많은 긍정적인 홍보와 선전을 만들었다. 그는 자신을 유교적 미덕의 옹호자이자 제국의 지도력으로 공개적으로 내세웠다. 6년에 전한 평제가 사망한 후, 왕망은 제국에 대한 통제력을 강화했다. 그의 사실상 통치에 대한 반란은 6년과 7년에 진압되었다. 2년 후, 왕망은 제위를 찬탈하고 공식적으로 신(新, 문자적으로 "새로운 왕조")을 선포했다. 그는 제국의 정치 계층에서 큰 지지를 받지 못했지만, 한나라가 대부분의 위신을 잃었기 때문에 왕망의 즉위는 일반적으로 용인되었다. 그럼에도 불구하고, 옛 관료제와 귀족 계층의 많은 부분이 여전히 한나라에 충성했지만, 이 충성파들은 신나라 정권의 수립에 공개적으로 반대하지 않았다.
대조적으로, 유목민 흉노와의 관계는 빠르게 악화되었고, 흉노는 10/11년경 중국에 개입하려 했다. 왕망은 북부 국경에 30만 명의 병력을 동원하여 흉노가 중국을 침략하는 것을 막았다. 북부 연합과의 계속되는 분쟁으로 인해 왕망은 19년에 흉노의 대립 정부를 세우고 국경에 대군을 유지했다. 이는 신나라의 자원을 고갈시켜 제국의 다른 지역에 대한 통제력을 약화시켰다.
새로운 황제는 여러 급진적인 사회 및 정치 개혁을 시작했다. 이 개혁은 중앙 정부를 강화하고, 실패한 경제를 복원하고, 강력한 귀족 가문을 약화시키고, 제국 농민의 생계를 개선하는 것을 목표로 했다. 개혁은 초기에는 성공을 거두었고, 신나라에 절실히 필요한 정당성을 부여했다. 동시에 개혁은 이전 황실 가문을 약화시켰는데, 재분배된 자원의 대부분이 유씨 가문에 속했기 때문이다. 또한 왕망은 주공 단을 좋은 통치자의 모범으로 삼아 유교에 기반한 교육을 후원했다. 그의 정책은 그의 급진적인 개혁에 반감을 가졌던 옛 관료제에 의해 종종 시행되지 않았다. 대조적으로, 개혁은 제국의 농민들 사이에서 어느 정도 호평을 받았다.

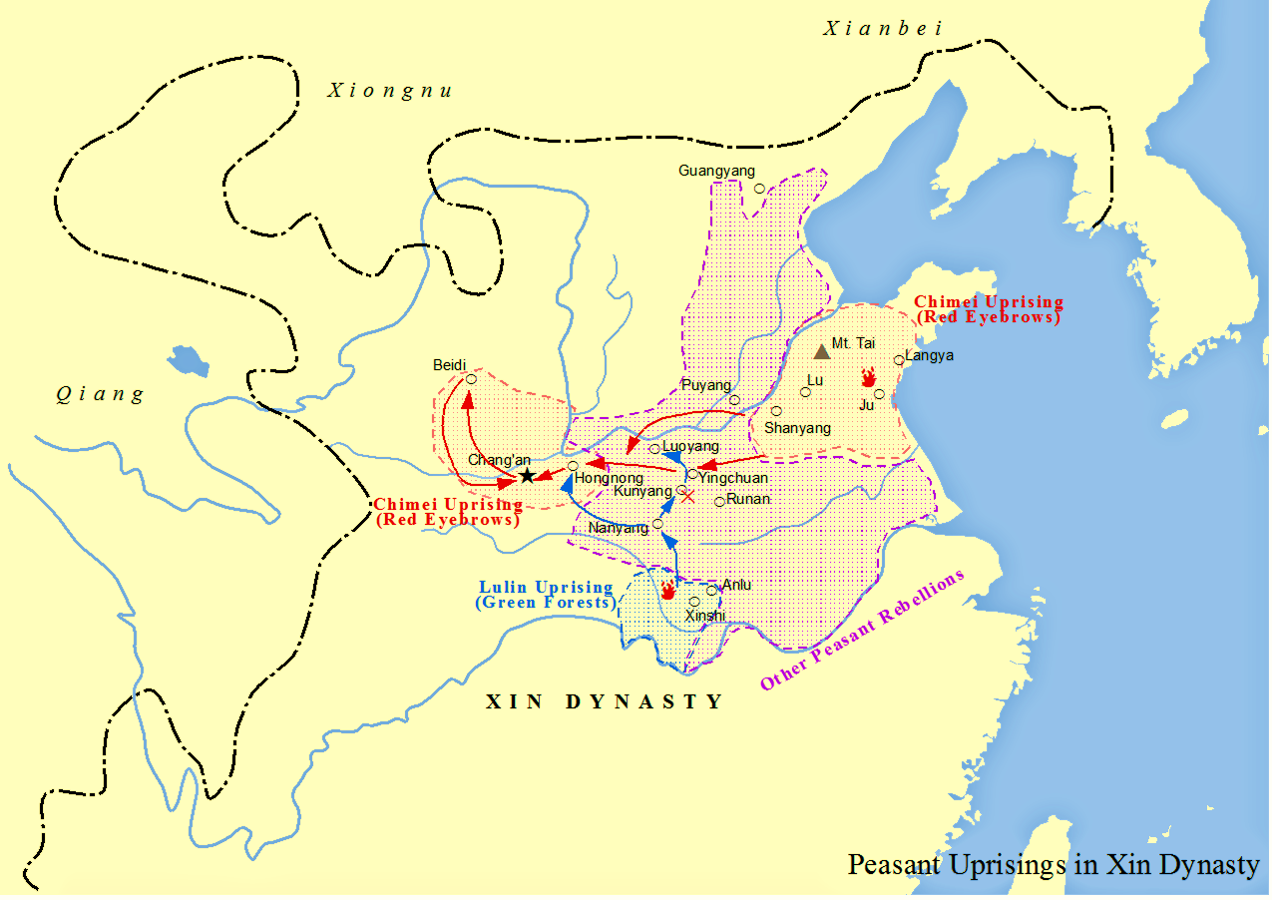
왕망 통치 시기의 반란

즉위 직후, 왕망의 정권은 황하의 물길이 바뀌어 대규모 홍수가 발생한 것을 포함한 여러 자연재해로 인해 불안정해졌다. 메뚜기떼의 창궐은 상황을 더욱 악화시켰고, 광범위한 기근이 발생했다. 신나라의 경제 정책은 이어지는 위기를 해결하는 데 실패했고, 왕망은 농민들이 생존을 위해 고군분투하면서 농민들 사이에서 가졌던 지지를 빠르게 잃었다. 제국의 동부 지역에 있는 절망적인 농민들은 곧 도적으로 변했다. 도적단은 세력을 키웠고, 20년대에는 수만 명에 달했다. 황하를 따라 가장 강력한 파벌들은 적미군으로 알려진 반란군으로 재편성되었다. 반란군들은 불만 있는 귀족들과 이전 황실 가문의 후손들과 동맹을 맺었고, 그 결과 19년경 대규모 내전이 발생했다. 왕망은 적미군을 처리하기 위해 다른 지역에서 병력을 이동시켜야 했고, 그 결과 서역도호부는 흉노에게 점령되었다. 중국의 다른 지역에서도 소규모 반란이 발생했다. "하류 장강의 병사들"은 이 강을 따라 활동했고, 후베이성의 두 반란군은 한나라 충성파에 의해 모집되었다. 유백승이 이끄는 이들은 녹림군으로 알려졌다.
내전이 신나라 전체를 휩쓸자, 왕망의 충성군들은 반란군을 막기 위해 고군분투했다. 신나라 군대는 여러 차례 승리를 거두었지만, 23년 6월~7월 곤양 전투에서 한나라 복원군에게 완전히 패배했다. 이 소식을 들은 장본과 장춘의 비정규 민병대는 23년 10월 장안을 점령하고 수도를 약탈했으며 왕망을 죽였다. 여러 반란군은 그 후 제국을 완전히 장악하기 위해 서로 싸웠다. 25년에 유수는 뤄양시에서 광무제로 즉위했다. 적미군은 27년에 유수 군대에 의해 패배했고, 그는 또한 왕랑의 조(趙) 국가, 공손술의 성가 제국, 북서쪽의 위오 등 다른 경쟁자들과 분리주의 정권도 파괴했다. 37년까지 한나라는 완전히 복원되었다.

## 정부

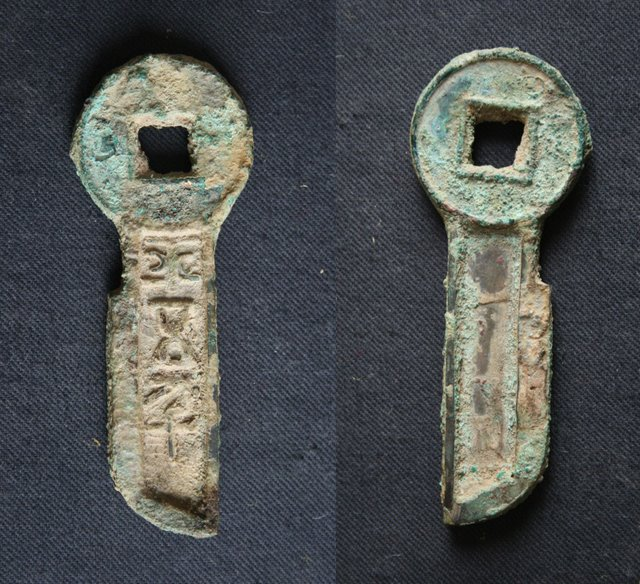
신나라의 칼 모양 동전

왕망은 여러 개혁을 시행하여, 자신의 유교 경전에 대한 이해와 서주의 고대 정부 체제에 대한 잘못된 신념에 기반하여 한나라의 정부를 체계적으로 변화시켰다. 중국 학자 리펑은 이러한 개혁을 "사회주의와 제국주의가 결합된" 것으로 묘사했다. 귀족을 약화시키고, 중앙 정부를 강화하며, 경제를 개혁하고, 농민의 상황을 개선하기 위해 왕망은 부자들로부터 토지를 빼앗아 아무것도 소유하지 않은 사람들에게 재분배하고, 노예 소유에 대한 새로운 세금을 도입했으며, 노예 매매를 금지하고, 한 가족이 소유할 수 있는 농지의 양에 제한을 두었다. 그는 야생 약초 및 과일 채집, 어업, 목축, 그리고 다양한 비농업 활동 및 거래 형태에서 얻는 순수입의 10% 세금을 통해 최초의 소득세를 제정했다.(p. 97) 사람들은 정부에 세금을 신고할 의무가 있었고 관리들은 이 보고서를 감사했다.(p. 97) 이 세금을 회피한 자에 대한 처벌은 1년의 강제 노동과 모든 재산의 몰수였다.(p. 97) 대중의 불만을 야기했기 때문에 이 소득세는 22년에 폐지되었다.(p. 97)
그는 또한 농지를 국유화하고, 소금 및 철 산업에 대한 정부의 오랜 독점권을 복원했다. 제국의 어려움을 겪는 경제를 더욱 강화하고 정부의 재정 안정을 회복하기 위해 신나라는 또한 시장 가격을 안정화하는 새로운 시스템을 구현하고, 금 통화를 청동 통화로 대체했으며, 후작 이하의 귀족들에게 모든 금을 구리 동전으로 교환하도록 강요했다. 이러한 정책은 거의 파산 상태였던 정부가 절실히 필요한 자금을 회수할 수 있게 했고, 실제로 경제를 개선했지만, 귀족들 사이에서 큰 불만을 야기했다. 왕망은 또한 신나라 제국의 국경 지역에 대한 통제력을 강화하기 위해 외국 제후들의 지위를 낮췄다.
이상적인 과거로 돌아가려는 시도에서 신나라 정권은 수도 장안에 건축학적 변화를 가했다. 황제가 삼황오제를 숭배하는 "구묘(九廟)"가 건설되었고, 이는 자신의 조상을 숭배하던 한나라의 전통을 깨뜨렸다. "명당(明堂)"에서 왕망은 유교 전통에 따라 계절의 변화를 관찰했다. 그는 또한 지금까지 신유학이 지배했던 황립 학원에 고문유학을 지지하는 학자들을 위한 자리를 개방했다. 중국 학자 한스 반 에스는 이것이 경쟁하는 사상 학파들 사이에서 더 나은 균형을 이루려는 왕망의 시도였을 것이라고 추측했지만, 황제 자신은 아마도 유교의 신유학을 선호했을 것이다.
한나라 시대의 역사가들은 왕망의 주나라 질서로 돌아가려는 움직임을 비실용적이고 실패적인 것으로 조롱했지만, 신나라의 시도된 개혁은 후대 황제들에게 영감을 주었다. 리펑에 따르면, 왕망의 정권이 살아남았다면 그는 "중국 역사상 가장 위대한 개혁가"가 되었을 것이라고 한다.

## 황제
| 개인 이름 | 초상화 | 재위 기간 | 연호 및 날짜 |
| --------- | ------ | --------- | --- |
| 왕망      |        | 9년~23년  | 시건국(始建國, Shǐ Jìan Guó, 나라 세우기를 시작하다) 9년~13년 천봉(天鳳, Tīan Fèng, 하늘의 봉) 14년~19년 지황(地皇, Dì Huáng, 땅의 황제) 20년~23년 |

## 같이 보기
- 무주 (당나라), 측천무후가 당나라 시기에 세운 유사하게 짧은 공위시대

### 참고 자료
- de Crespigny, Rafe (2006). 《A Biographical Dictionary of Later Han to the Three Kingdoms (23–220 AD)》. BRILL. ISBN 978-90-474-1184-0.
- van Ess, Hans (2003). 《Der Konfuzianismus》 [유교] (독일어). Munich: C.H. Beck. ISBN 3-406-48006-3.
- Li, Feng (2014) [1st pub. 2013]. 《Early China: A Social and Cultural History》 Reprint wi corrections판. Cambridge: Cambridge University Press. ISBN 978-0-521-71981-0.
- Peers, C.J. (2006). 《Soldiers of the Dragon》. Oxford: Osprey Publishing. ISBN 978-1-84603-098-7.
- Perkins, Dorothy (1999). 《Encyclopedia of China: History and Culture》. London; New York City: Routledge. ISBN 9781135935627.

## 더 읽어보기
- 한서, 99권, 부분 1, 2, 3.
- 자치통감, 36권, 36, 37, 38, 39.
- Yap, Joseph P. Wars With the Xiongnu – A translation from Zizhi tongjian Chapter 13–17 – pp. 404–601. ISBN 978-1-4490-0605-1(sc).